# 雍丘之战 (前486年)
雍丘之战，公元前486年（周敬王三十四年、鲁哀公九年、宋景公三十一年、郑声公十五年）春，宋国大夫皇瑗在雍丘（今河南省杞县）围歼郑国军队的作战。
郑国的卿子姚宠信许瑕，许瑕向他请求封邑，子姚没有城邑给他。许瑕建议从宋国攻取城邑，子姚同意。于是出兵宋国，围攻宋国城邑雍丘。宋国皇瑗率军包围郑军，构筑堡垒，挖壕沟，围困郑军。郑军被内外夹击，突围无望。子姚率军前来解围，被皇瑗率军击退。二月，宋国全歼围困雍丘城的郑军。